# Idioma rama
El rama es una lengua chibcha hablada en la comunidad indígena de Cayo Rama, Costa Caribe Sur en la región de la costa oriental (caribeña o atlántica) de Nicaragua.
La mayoría de los hablantes son bilingües en criollo y español.

## El idioma Rama
Entre los rama se dicen que la lengua rama es el idioma de los jaguares (tigre americano).
El idioma rama es, a estas alturas, el único vestigio de la migración desde el sur de América hacia Nicaragua, cuando los chibchas dejaron sus tierras y marcharon al norte del continente, alrededor del siglo X.
La lingüista francesa Colette Grinevald ha sido una de las personas que más ha trabajado por la revitalización del idioma rama. Ella propuso que la lengua rama adquiera un estatus de "lengua tesoro", que no es la que se aprende en la escuela ni en el hogar, pero es la que "conserva el conocimiento de la historia, las tradiciones, las plantas medicinales." Esta lingüista ha recopilado unas 3.000 palabras de rama y se atribuye el haber inventado su escritura, porque ha sido "una lengua sin tradición escrita."
Según Grinevald, el rama:
"tiene su propia gramática, que se parece más al japonés en su estructura que al francés o al castellano."
"...los indígenas quieren recuperar su lengua, revitalizarla porque es importantísimo para su identidad, para ellos es vincularse con el territorio, para su autoestima… es una muy buena lengua, que deberían tener orgullo de saberla."
Óscar Omier, descendiente de rama y director de la escuela en Rama Cay define el rama con estas palabras: 
"La lengua es como un tesoro, sin eso un grupo indígena cualquiera no puede identificarse. Con la lengua nos identificamos más, completamos nuestras tradiciones. Es esencial para nosotros."

## Fonología
Hay tres sonidos básicos vocálicos: a, i y u. En adición a, e y o que se han introducido como vocales distintivas en algunos préstamos extranjeros. Cada vocal puede ser corta o larga. Aquí las vocales se muestran en la ortografía rama estándar: 
|         | Corta    | Corta     | Larga    | Larga     |
|         | Anterior | Posterior | Anterior | Posterior |
| ------- | -------- | --------- | -------- | --------- |
| Cerrada | i        | u         | ii       | uu        |
| (Media) | (e)      | (o)       | (ee)     | (oo)      |
| Abierta | a        | a         | aa       | aa        |

Se encuentran las siguientes consonantes (transcripciones AFI se muestran donde sean de ayuda):
|                 | Bilabial | Alveolar | Palatal | Velar  | Labiovelar | Glotal |
| --------------- | -------- | -------- | ------- | ------ | ---------- | ------ |
| Sorda Oclusivas | p        | t        |         | k      | kw [kʷ]    |        |
| Sonora Oclusiva | b        | d        |         | g      |            |        |
| Fricativas      |          | s        |         |        |            | h      |
| Nasales         | m        | n        |         | ng [ŋ] | ngw [ŋʷ]   |        |
| Líquidas        |          | l, r     |         |        |            |        |
| Semivocales     |          |          | y       |        | w          |        |

Las palabras en rama no tienen un acento predecible.

### Fonotáctica y sandhi
La fonotáctica rama incluye notables grupos consonánticos al comienzo de las palabras (p. ej. psaarik "tucán", tkua "caliente", nkiikna "hombre", mlingu "mató") y en el interior de las mismas (p. ej. alkwsi "habla", salpka "pez"). Variaciones entre los hablantes atestiguan una tendencia a simplificar tales grupos (p. ej. nkiikna o kiikna "hombre", nsu- o su- "nosotros, nos, nuestro/a").
Tales grupos consonánticos suelen surgir debido a la tendencia a omitir vocales cortas no acentuadas. Por ejemplo, cuando se añade el prefijo de tercera persona del singular i- y el sufijo de tiempo pretérito -u a la raíz verbal kwis ("comer"), el resultado es la pérdida de la única vocal de la raíz, generando la forma ikwsu ("él/ella/ello comió").
En algunos casos, la omisión de diferentes vocales puede producir formas alternativas. Por ejemplo, al añadir el sufijo de tiempo pretérito -u a la raíz verbal maling ("matar"), es posible obtener dos variantes: mlingu o malngu, ambas con el significado de "mató".
También hay casos de alternación de vocales en morfemas (p. ej. el prefijo del sujeto de la primera persona puede aparecer como n-, ni- o na-) y en raíces léxicas (así la raíz aakar "quedarse" puede aparecer en las formas aakir-i "quedarse" y aaikur-u "se quedó", donde la vocal de la raíz corta copia a la vocal del sufijo).
Las consonantes muestran un grado de alternación del tipo sandhi, como se ve por ejemplo en la consonante final de la misma raíz aakar "quedarse, ser", cf. el imperativo aakit "¡quédate!". Esta última variante se encuentra tanto al final de al palabra como antes de un sufijo comenzando por consonante(p. ej. aakit-ka "si hay").

### Vocablos y expresiones
A continuación se listan algunas palabras y expresiones en idioma rama:
|    | Rama           | Español       |
| -- | -------------- | ------------- |
| 1  | Krubu          | jaguar        |
| 2  | Lakun          | laguna        |
| 3  | Malika tabula  | Buenas tardes |
| 4  | Malika tamaski | Buenos días   |
| 5  | Nunik          | sol           |
| 6  | Tukan          | luna          |
| 7  | Tausun         | perro         |
| 8  | Palpa          | manatí        |
| 9  | Pulimulin      | loma          |
| 10 | Sinsak         | zanate        |